# 소록강
소록강(小綠江)은 조선민주주의인민공화국 평안북도 신도군 비단섬과 중화인민공화국(중국) 랴오닝성 단둥시 둥강시의 국경을 이루는 강으로 압록강의 분류(分流)이다. 작은 압록강이라는 뜻에서 이름이 유래했다.